# UNAF Champions Cup
Der UNAF Champions Cup, auch North African Cup of Champions (französisch : Coupe nord-africaine des clubs champions), ist ein Fußballvereinswettbewerb in Nordafrika, der seit der Saison 2008 drei Jahre lang ausgespielt und vom Nordafrikanischen Fußballverband (UNAF), einer Unterorganisation der CAF, organisiert wurde. Teilnahmeberechtigt waren die jeweiligen Meister aus Algerien, Marokko, Tunesien und Libyen. Der Meister Ägyptens wäre ebenfalls startberechtigt gewesen, nahm aber nicht teil. Gespielt wurde ab dem Halbfinale im reinen K.-o.-System mit Hin- und Rückspiel. Häufig wird dieser Wettbewerb auch als Nachfolger des Maghreb Champions Cups bezeichnet bzw. angesehen.

## Die Endspiele und Sieger
| Jahr | Sieger              | Ergebnisse           | Endspielgegner  |
| ---- | ------------------- | -------------------- | --------------- |
| 2008 | Club Africain Tunis | 0:0 / 0:0, 3:2 i. E. | FAR Rabat       |
| 2009 | ES Sétif            | 1:1 / 1:1, 3:2 i. E. | Espérance Tunis |
| 2010 | Club Africain Tunis | 2:0 / 1:1            | MC Alger        |